# Zdenko von Malowetz
Zdenko von Malowetz, též Zdeněk Emanuel svobodný pán Malovec z Malovic a Kosoř nebo Zdenko svobodný pán z Malovců (9. května 1820 Waldheim – 22. dubna 1889 Praha), byl rakouský šlechtic z rodu Malovců z Malovic a politik německé národnosti z Čech, v 2. polovině 19. století poslanec Říšské rady.

## Biografie
Narodil se v současnosti již zaniklé vesnici Waldheim (později Zahájí) na Tachovsku. Působil ve státních službách. Byl radou vrchního zemského soudu v Praze. Roku 1850 získal titul komořího. V Zahájí vlastnil velkostatek.
24. září 1868 byl v doplňovacích volbách zvolen na Český zemský sněm kurii velkostatkářskou. Do sněmu se pak vrátil v zemských volbách roku 1872, opět za velkostatkářskou kurii, nesvěřenecké velkostatky. Mandát zde obhájil v zemských volbách roku 1878. Patřil k centralistické a provídeňské Straně ústavověrného velkostatku.
Zemský sněm ho roku 1869 zvolil i do celostátního parlamentu, Říšské rady, tehdy ještě volené nepřímo zemskými sněmy. 11. prosince 1869 složil poslanecký slib.

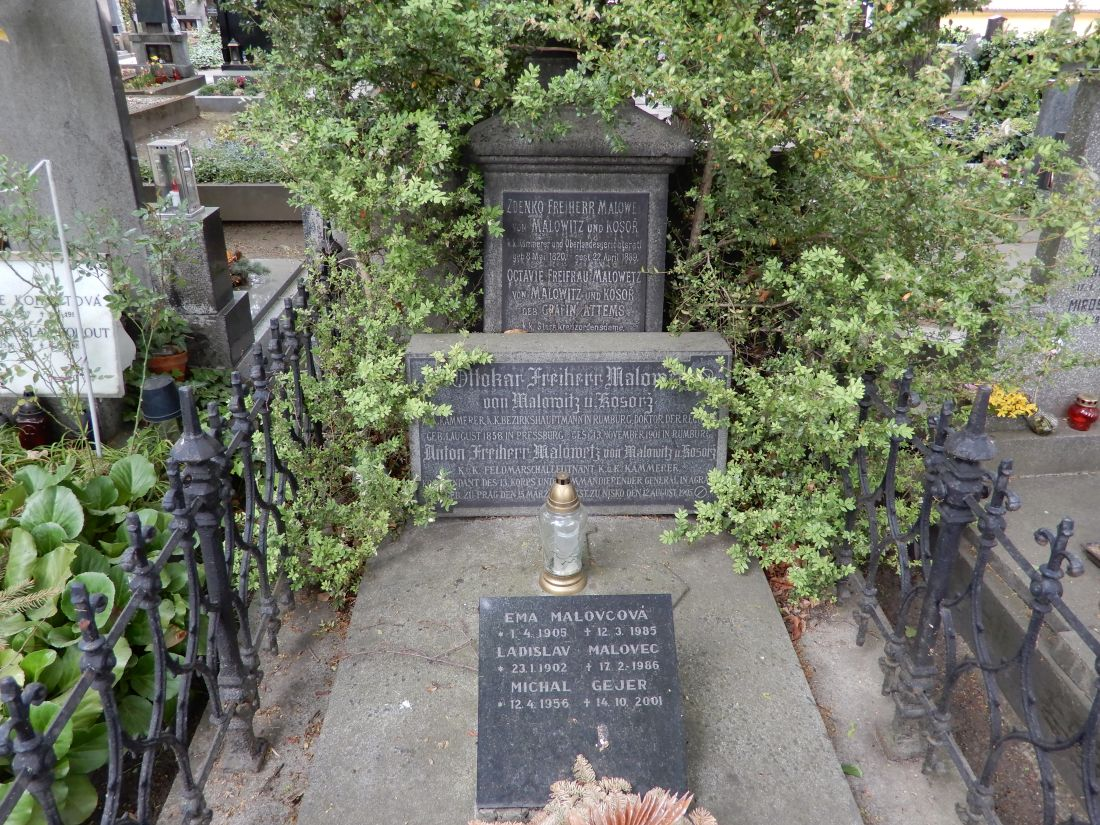
Hrobka Malovců z Malovic na Bubenečském hřbitově

V únoru 1845 se v Praze oženil s hraběnkou Octavií Attemsovou (1818–1889). Z manželství vzešlo pět dětí, dospělosti se dožila jedna dcera a dva synové. Starší Anton (1846–1905) zahynul při lovu, mladší Ottokar (1858–1901) byl státním úředníkem a okresním hejtmanem v Rumburku.
Zdenko zemřel v dubnu 1889 na sešlost věkem. Pohřben byl na Bubenečském hřbitově.